# Gilles Gilbert
Gilles Gilbert (Saint-Esprit, Canadá; 31 de marzo de 1949 – Quebec, Canadá; 6 de agosto de 2023) fue un jugador de hockey sobre hielo canadiense que jugó en la posición de guardameta.

## Carrera deportiva
Gilles jugó en la posición de guardamenta durante 14 temporadas con tres equipos en la NHL y actualmente posee el récord de más victorias consecutivas para un guardameta en la NHL con 17 en la temporada de 1975/76.

## Estadísticas
| 1966–67   | Trois-Rivières Reds      | QJHL      | 43  | 23  | 18  | 2  | 2540  | 188  | 1  | 4.44 | —    | 14 | 9  | 5  | 850  | 65 | 0 | 4.59 | —    |
| 1966–67   | Thetford Mines Canadiens | M-Cup     | —   | —   | —   | —  | —     | —    | —  | —    | —    | 5  | 3  | 1  | 276  | 18 | 0 | 3.91 | —    |
| 1967–68   | Trois-Rivières Reds      | QJHL      | —   | —   | —   | —  | —     | —    | —  | —    | —    | —  | —  | —  | —    | —  | — | —    | —    |
| 1968–69   | London Knights           | OHA-Jr.   | 37  | —   | —   | —  | 2200  | 167  | 1  | 4.55 | —    | —  | —  | —  | —    | —  | — | —    | —    |
| 1969–70   | Iowa Stars               | CHL       | 39  | 17  | 16  | 5  | 2340  | 127  | 2  | 3.26 | —    | 4  | 2  | 2  | 245  | 14 | 0 | 3.43 | —    |
| 1969–70   | Minnesota North Stars    | NHL       | 1   | 0   | 1   | 0  | 60    | 6    | 0  | 6.00 | .846 | —  | —  | —  | —    | —  | — | —    | —    |
| 1970–71   | Minnesota North Stars    | NHL       | 17  | 5   | 9   | 2  | 931   | 59   | 0  | 3.80 | .889 | —  | —  | —  | —    | —  | — | —    | —    |
| 1971–72   | Minnesota North Stars    | NHL       | 4   | 1   | 2   | 1  | 218   | 11   | 0  | 3.03 | .891 | —  | —  | —  | —    | —  | — | —    | —    |
| 1971–72   | Cleveland Barons         | AHL       | 41  | 20  | 15  | 5  | 2319  | 140  | 2  | 3.62 | —    | 4  | 1  | 2  | 187  | 18 | 0 | 5.78 | —    |
| 1972–73   | Minnesota North Stars    | NHL       | 22  | 10  | 10  | 2  | 1320  | 67   | 2  | 3.05 | .904 | 1  | 0  | 1  | 60   | 4  | 0 | 4.00 | .900 |
| 1973–74   | Boston Bruins            | NHL       | 54  | 34  | 12  | 8  | 3210  | 158  | 6  | 2.95 | .900 | 16 | 10 | 6  | 977  | 43 | 1 | 2.64 | .912 |
| 1974–75   | Boston Bruins            | NHL       | 53  | 23  | 17  | 11 | 3029  | 158  | 3  | 3.13 | .893 | 3  | 1  | 2  | 188  | 12 | 0 | 3.83 | .859 |
| 1975–76   | Boston Bruins            | NHL       | 55  | 33  | 8   | 10 | 3123  | 151  | 3  | 2.90 | .887 | 6  | 3  | 3  | 360  | 19 | 2 | 3.17 | .868 |
| 1976–77   | Boston Bruins            | NHL       | 34  | 18  | 13  | 3  | 2040  | 97   | 1  | 2.85 | .884 | 1  | 0  | 1  | 20   | 3  | 0 | 9.00 | .571 |
| 1977–78   | Boston Bruins            | NHL       | 25  | 15  | 6   | 2  | 1326  | 56   | 2  | 2.53 | .885 | —  | —  | —  | —    | —  | — | —    | —    |
| 1978–79   | Boston Bruins            | NHL       | 23  | 12  | 8   | 2  | 1254  | 74   | 0  | 3.54 | .869 | 5  | 3  | 2  | 314  | 16 | 0 | 3.06 | .901 |
| 1979–80   | Boston Bruins            | NHL       | 33  | 20  | 9   | 3  | 1933  | 88   | 1  | 2.73 | .890 | —  | —  | —  | —    | —  | — | —    | —    |
| 1980–81   | Detroit Red Wings        | NHL       | 48  | 11  | 24  | 9  | 2618  | 175  | 0  | 4.01 | .866 | —  | —  | —  | —    | —  | — | —    | —    |
| 1981–82   | Detroit Red Wings        | NHL       | 27  | 6   | 10  | 6  | 1478  | 105  | 0  | 4.26 | .849 | —  | —  | —  | —    | —  | — | —    | —    |
| 1982–83   | Detroit Red Wings        | NHL       | 20  | 4   | 14  | 1  | 1137  | 85   | 0  | 4.49 | .850 | —  | —  | —  | —    | —  | — | —    | —    |
| 1982–83   | Adirondack Red Wings     | AHL       | 4   | 3   | 0   | 0  | 198   | 11   | 0  | 3.33 | .890 | —  | —  | —  | —    | —  | — | —    | —    |
| Total NHL | Total NHL                | Total NHL | 416 | 192 | 143 | 60 | 23677 | 1290 | 18 | 3.27 | .883 | 32 | 17 | 15 | 1919 | 97 | 3 | 3.03 | .895 |

- Fuente:[3]